# Abri Pataud
L'abri Pataud est un site préhistorique situé en Dordogne, juste au nord du bourg des Eyzies-de-Tayac, à la base de la falaise qui domine le bourg. Il a livré plusieurs assemblages d'outils lithiques du Paléolithique supérieur et des fragments d'art pariétal. Il appartient au Muséum national d'histoire naturelle.

## Historique

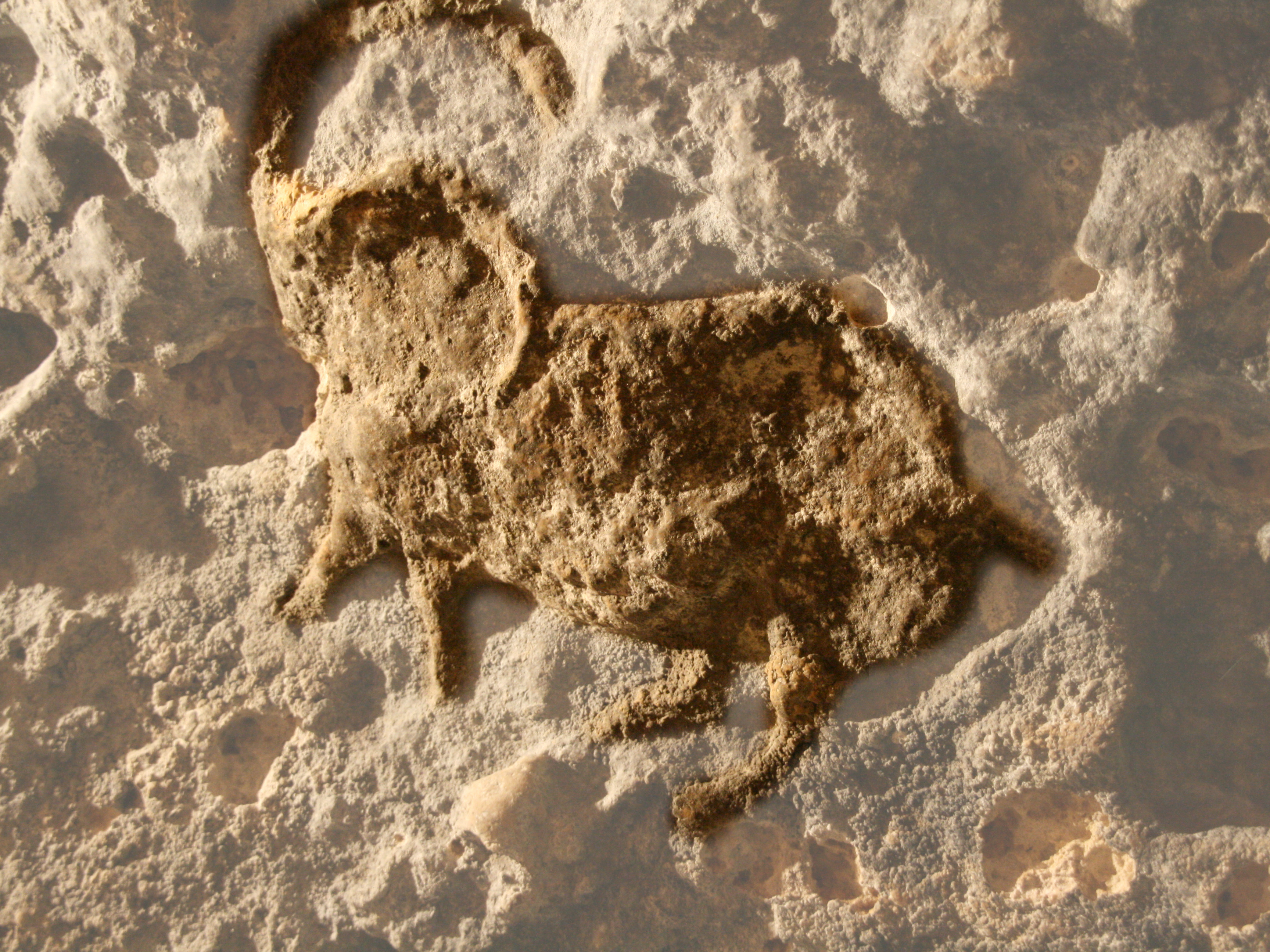
Le plafond de l'abri Movius tout proche conserve une rare représentation de en bas-relief coloré.

Le site de l'abri Pataud appartenait à la famille Selves. Il a été fouillé à partir de 1953 par le préhistorien américain Hallam Movius et son équipe, qui ont mis en place un quadrillage de fouille et réalisé une des premières datations au carbone 14 . En 1957, sur sa suggestion, le site est acheté par la société des Amis du Muséum national d'histoire naturelle et du Jardin des plantes, qui en fait don au Muséum. Hallam Movius dirige encore six campagnes de fouilles entre 1958 et 1964 avant que lui succèdent des chercheurs du Muséum.
Les résultats des fouilles de l'équipe Movius ont été compilés par Harvey M. Bricker, à partir des thèses originales américaines, mais sans relecture critique de la stratigraphie, sans doute plus fine que celle publiée. L'étude de l'abri Pataud a été affinée par les campagnes de fouilles suivantes menées par des équipes françaises.

## Stratigraphie
La séquence stratigraphique comprend des niveaux du Paléolithique supérieur avec en particulier, de bas en haut, de l'Aurignacien ancien, de l'Aurignacien récent, du Gravettien, dont un faciès final, et du Solutréen.

## Vestiges
Une pièce emblématique trouvée sur le site est un biface taillé par les Néandertaliens à leur manière caractéristique il y a plus de 100 000 ans, réutilisé par les Cro-Magnon environ 85 000 ans plus tard, puis abandonné par eux dans une couche magdalénienne.
Les ossements de six personnes y ont été découverts ainsi que 2 000 fragments de peintures et de gravures pariétales, qui, étant exposées aux intempéries, ont été altérées avant que l'on procède à leur sauvegarde.

## Protection
L'abri Pataud a été classé monument historique le 25 juin 1930. Le classement a été étendu le 9 mai 1958 aux abris situés sous la falaise. 

## Visites
Depuis 1990, le site a été aménagé pour l'accueil des visiteurs. L'abri Movius tout proche présente au public une partie du résultat des fouilles.

## Galerie

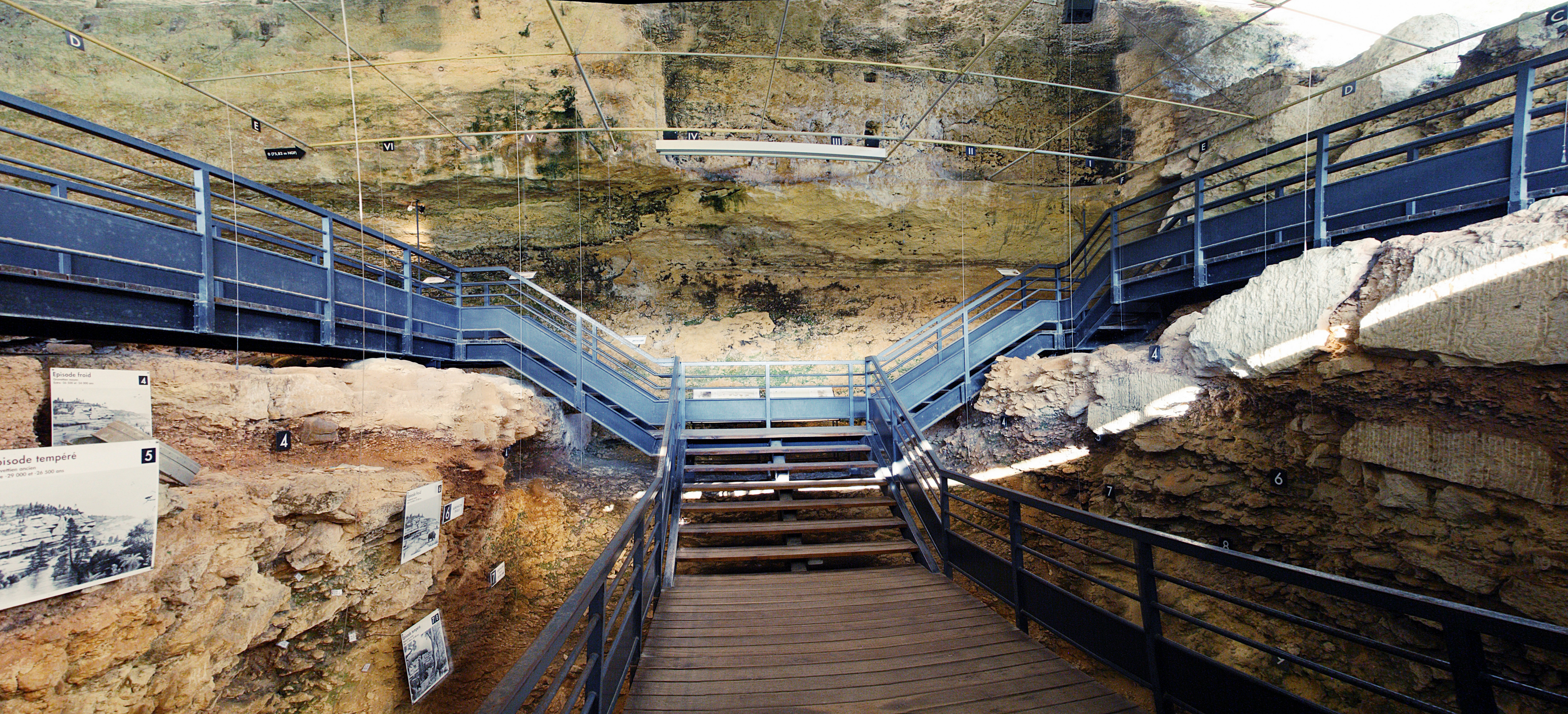
Le chantier de fouilles de l'abri Pataud.
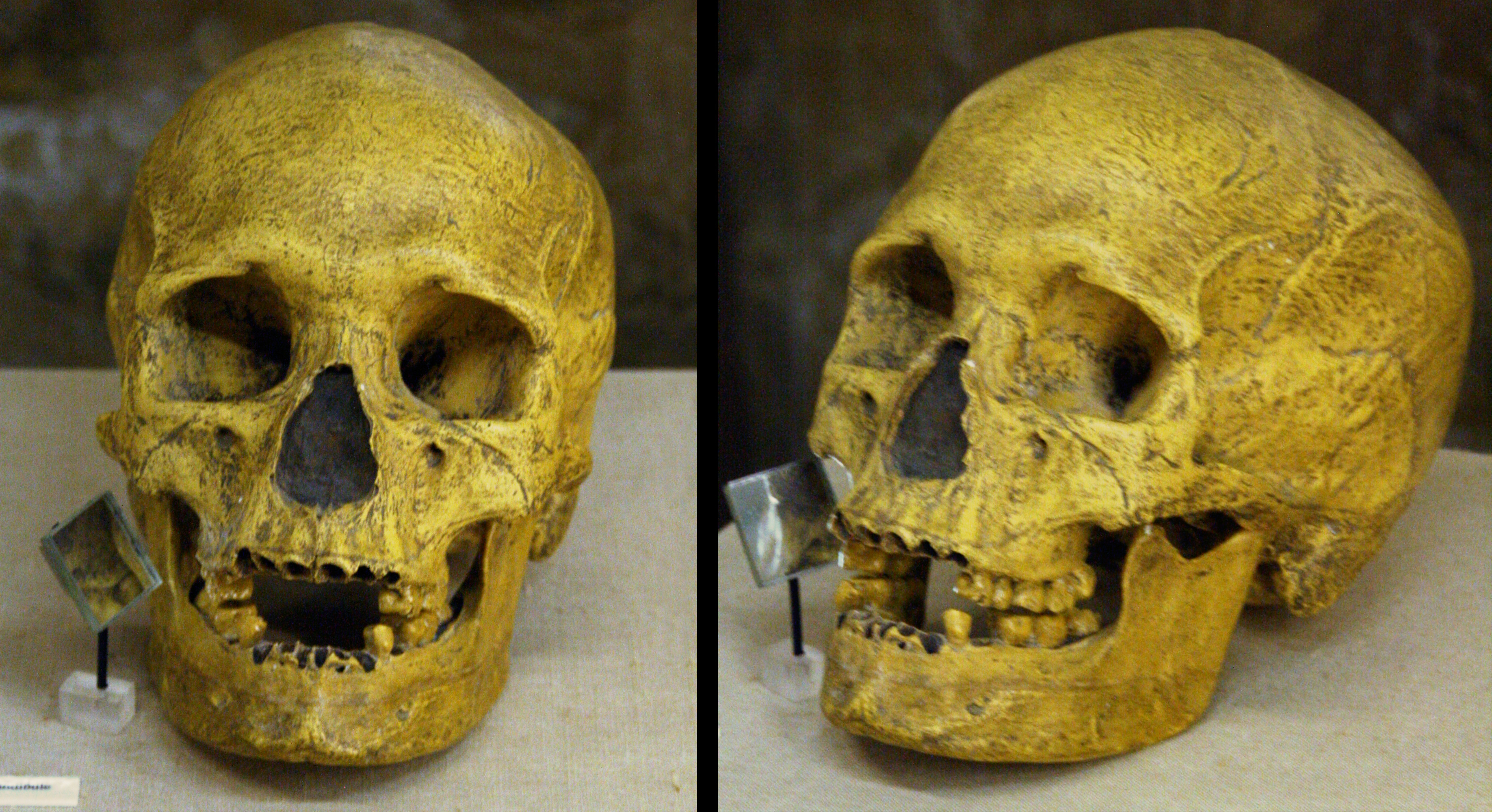
Crâne d'une jeune femme gravettienne trouvé dans l'abri.
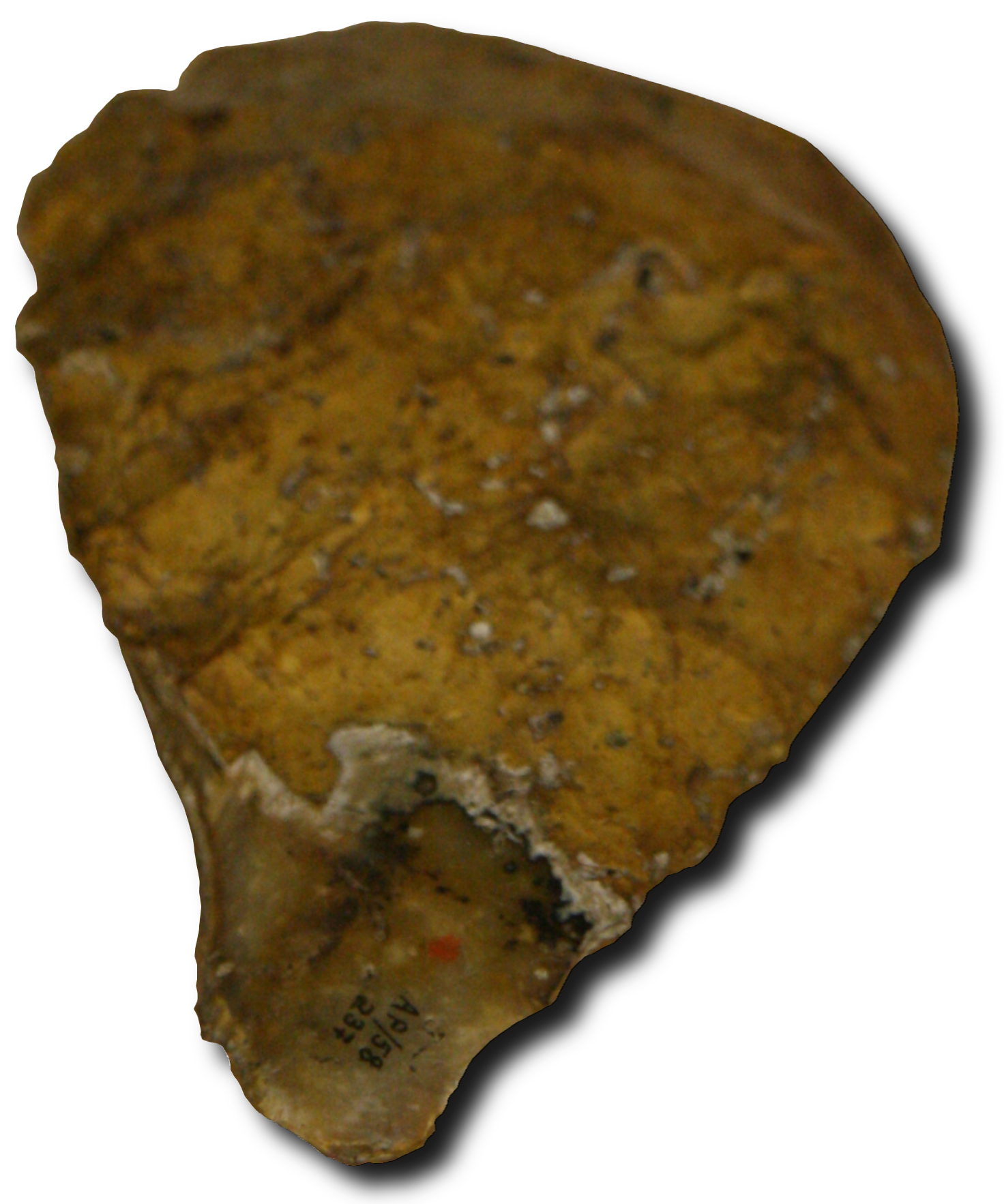
Le biface néandertalien réutilisé au Magdalénien.

## Films documentaires
- « L'abri Pataud - 15 000 ans sous la falaise des Eyzies », par Henry de Lumley, Brigitte Delluc, et Marie Perpère, réal. Hervé Lièvre, 26 min, 1990, prod. SFRS/CERIMES